# Viktória Maľová
Viktória Maľová (* 14. September 1993 in Banská Bystrica) ist eine ehemalige slowakische Tennisspielerin.

## Karriere
Die in der slowakischen Gemeinde Banská Bystrica geborene Viktória Maľová begann im Alter von sechs Jahren mit dem Tennisspielen und debütierte 2009 beim ITF-$10.000-Turnier in der slowakischen Stadt Piešťany auf dem ITF Women’s Circuit. Bei dem Turnier startete sie in der Qualifikation und schied in der dritten Runde gegen ihre Landsfrau Michaela Hončová aus. Bis 2011 nahm sie auch noch an Junioren-Turnieren teil und trat unter anderem bei den Juniorenwettbewerben der French Open 2011, der Wimbledon Championships 2011 und der US Open 2011. Das Jahr 2012 war wohl das erfolgreichste Jahr für sie. Zuerst erreichte sie als Qualifikantin beim ITF-$10.000-Turnier im rumänischen Timișoara das Finale und musste sich dort der Lokalmatadorin Andreea Mitu geschlagen geben. Direkt im Anschluss nahm sie auch am ITF-$10.000-Turnier im rumänischen Arad teil, wo sie erneut das Finale erreichte. Auch dort musste sie sich geschlagen geben, und zwar diesmal der Mazedonierin Lina Gjorcheska. Mit ebenjener Spielerin absolvierte sie bei diesem Turnier aber auch das Doppel und zusammen erreichten sie dort das Finale, welches sie kampflos gegen ein rumänisches Duo gewannen.
Nach dem erfolgreichen Jahr legte Viktória Maľová auf dem ITF Women’s Circuit eine Pause ein und fokussierte sich auf ihre schulische Laufbahn, welche sie am Sportgymnasium in ihrer Geburtsstadt mit dem Abitur beendete. Danach ging sie in die USA und studierte an der University of Hawaiʻi at Mānoa. Sie spielte in der Saison 2014/15 auch für das Tennisteam der Universität. In den Jahren 2016 und 2017 kehrte sie für einzelne Turniere auf den ITF Women’s Circuit zurück und nahm bei den Bredeney Ladies Open 2017 an ihrem letzten ITF-Turnier teil. Dort musste sie sich in der dritten Runde der Qualifikation der Deutschen Julyette Steur geschlagen geben und verpasste das Hauptfeld.

## Turniersiege

### Doppel
| Nr. | Datum        | Turnier | Kategorie   | Belag | Partnerin       | Finalgegnerinnen                        | Ergebnis |
| --- | ------------ | ------- | ----------- | ----- | --------------- | --------------------------------------- | -------- |
| 1.  | 2. Juni 2012 | Arad    | ITF $10.000 | Sand  | Lina Gjorcheska | Alexandra Damaschien Patricia Maria Țig | kampflos |